# مبادئ الإدارة العلمية
مبادئ الإدارة العلمية (بالإنجليزية: The Principles of Scientific Management) دراسة ألفها ونشرها في كتاب، الأمريكي الملقب بأبو الإدارة، فريدريك وينسلو تايلور عام 1911. عبر فيه تايلور عن وجهة نظره حول مبادئ الإدارة القائمة على أسس علمية أو نظرية المنظمة واتخاذ القرار في حقبة العصر الصناعي. كان تايلور بداية موظفاً صغيراً، ثم مدير إنتاج، ومهندس ميكانيكي، ثم مستشاراً في مجال الإدارة في سنوات عمره الأخيرة. ويشير مصطلح الإدارة العلمية إلى تنسيق أعمال المنظمة أو الشركة من أجل مصلحة الجميع بما في ذلك رفع الأجور للعاملين، على الرغم من أن هذا التوجه «يتعارض بشكل مباشر مع الفكرة القديمة السائدة آن ذاك القائلة بأن كل عامل يمكنه أن ينظم على أفضل وجه طريقته الخاصة في أداء المهام الموكلة إليه». وبعد النجاحات التي حققها منهجه الجديد في الإدارة أصبح الناس يطلقون على ذلك المنهج مصطلح المبادئ التايلورية، وأيضاً التايلورية، وأصبح كتابه الأكثر تأثيراً في القرن العشرين، وقد اشتملت الدراسة على ثلاثة أقسام، القسم الأول عبارة عن مدخل أو مقدمة ثم الفصل الأول والذي تضمن أسس الإدارة العلمية والفصل الثاني مبادئ الإدارة العلمية.